# Penaincisalia anosma
Penaincisalia anosma är en fjärilsart som beskrevs av Max Wilhelm Karl Draudt 1921. Penaincisalia anosma ingår i släktet Penaincisalia och familjen juvelvingar. Inga underarter finns listade i Catalogue of Life.